# Аян (Крым)
 Ая́н (греч. Αγίου Ιωάννου «Св. Иоанна», укр. Аян, крымскотат. Ayan, Аян) — упразднённое село в Симферопольском районе Крыма, включённое в состав Заречного. Село находилось у северного подножия Чатыр-Дага, в ущелье, недалеко от одноимённого источника — начала Салгира.

## История
В известных источниках времён Крымского ханства впервые название деревни встречается в налоговых ведомостях 1634 года, как селение, в которое из Кабсхора Мангупского кадылыка Кефинского эялета переселились 2 двора христиан — подданных турецкого султана. Как Айан во владении Калги Султана райа падишаха из Демирджи, встречается в джизйе дефтера Лива-и Кефе (Османских налоговых ведомостях) 1652 года, где перечислены 12 христиан-глав домохозяйств — подданных турецкого султана. Упоминается Аян в кадиаскерских делах 1708 и 1711 годов на право отдельных хозяев владеть некоторыми участками земли (вся земля, на которой находилась деревня, входила в калгалык — удел калги — наследника ханского престола). В Аяне было две церкви — Святого Георгия и Вознесения Господня, что рядом с источником находился небольшой монастырь Святого Иоанна, от которого к 1778 году остались руины. В «Ведомости о выведенных из Крыма в Приазовье христианах» А. В. Суворова от 18 сентября 1778 года Аян записан как Ян, из которого выехали 222 крымских грека, а по ведомости митрополита Игнатия было выведено 25 семей. По ведомости генерал-поручика О. А. Игельстрома от 14 декабря 1783 года в селении после вывода христиан остался 61 двор, из которых «9 разорены, прочия же состоят целы и проданы татарам» и 1 целая церковь. В ведомости «при бывшем Шагин Герее хане сочиненная на татарском языке о вышедших християн из разных деревень и об оставшихся их имениях в точном ведении его Шагин Герея» и переведённой 1785 году, содержится список 41 жителя-домовладельца деревни Аян, с перечнем имущества и земельных владений. 19 хозяев имели по 2 дома, у остальных числилось по 1, 22 дома разорены (у некоторых по 2 из 2-х имеющихся). Много домов под черепицею, несколько кладовых и амбаров, 6 мельниц, 2 землянки. Самым зажиточным, видимо, был некто Яни, владевший 2-мя домами под черепицею, кладовой, также под черепицею, 3-мя «магазейнами» (от крымскотат. магъаз — подвал), 1 мельницей об одном колесе и 1 для сукна и половиной частью ещё одной мельницы; также ему принадлежало льняное поле 1/4 демерли засеву и 12 лугов. У других жителей из земельных владений числились луга, несколько льняных полей и садов. Также содержится приписка, что «Сия деревня вошла в дачу г-на генерал манора и кавалера Василия Степановича Попова» и отсылка к другому архивному документу, в котором сказано, что «Каракозову мелницу и жанбекову другую завладели обыватели протчие состоит». Упоминание села встречается в Камеральном Описании Крыма… 1784 года, судя по которому, в последний период Крымского ханства Аян входил в Ехары Ичкийский кадылык Акмечетского каймаканства.
После присоединения Крыма к России (8) 19 апреля 1783 года, (8) 19 февраля 1784 года, именным указом Екатерины II сенату, на территории бывшего Крымского Ханства была образована Таврическая область и деревня была приписана к Симферопольскому уезду. После Павловских реформ, с 1796 по 1802 год, входила в Акмечетский уезд Новороссийской губернии. По новому административному делению, после создания 8 (20) октября 1802 года Таврической губернии, Аян был включён в состав Алуштинской волости Симферопольского уезда.
Согласно Ведомости о всех селениях в Симферопольском уезде состоящих с показанием в которой волости сколько числом дворов и душ… от 9 октября 1805 года в деревне Аян числилось 45 дворов и 258 жителей, исключительно крымских татар, а земля принадлежала тайному советнику Попову. На военно-топографической карте генерал-майора Мухина 1817 года Аян обозначен с 30 дворами.
В июне 1825 года деревню и Аянский источник посетил Александр Грибоедов, о чём остались записи в его дневнике от 24 числа.
После реформы волостного деления 1829 года Аян, согласно «Ведомости о казённых волостях Таврической губернии 1829 года», передали из Алуштинской волости в состав Эскиординской. На карте 1836 года в деревне 43 двора, а на карте 1842 года Аян обозначен, как крупная деревня, но количество дворов не указано.
В 1860-х годах, после земской реформы Александра II, деревню приписали к Зуйской волости.
В «Списке населённых мест Таврической губернии по сведениям 1864 года», составленном по результатам VIII ревизии 1864 года, Аян — казённая татарская деревня с 13 дворами, 83 жителями и мечетью близ истока реки Салгира. По обследованиям профессора А. Н. Козловского начала 1860-х годов, в селении имелись колодцы с пресной водой глубиной до 5 сажени, а также жители пользовались водой из многочисленных родников. На трёхверстовой карте 1865—1876 года в деревне Аян также 13 дворов — видимо, сокращение населения связано с эмиграцией крымских татар в Османскую империю после Крымской войны. На 1886 год в деревне, согласно справочнику «Волости и важнѣйшія селенія Европейской Россіи», проживало 103 человека в 24 домохозяйствах, действовала мечеть. В «Памятной книге Таврической губернии 1889 года» по результатам Х ревизии 1887 года записан Аян с 22 дворами и 139 жителями.

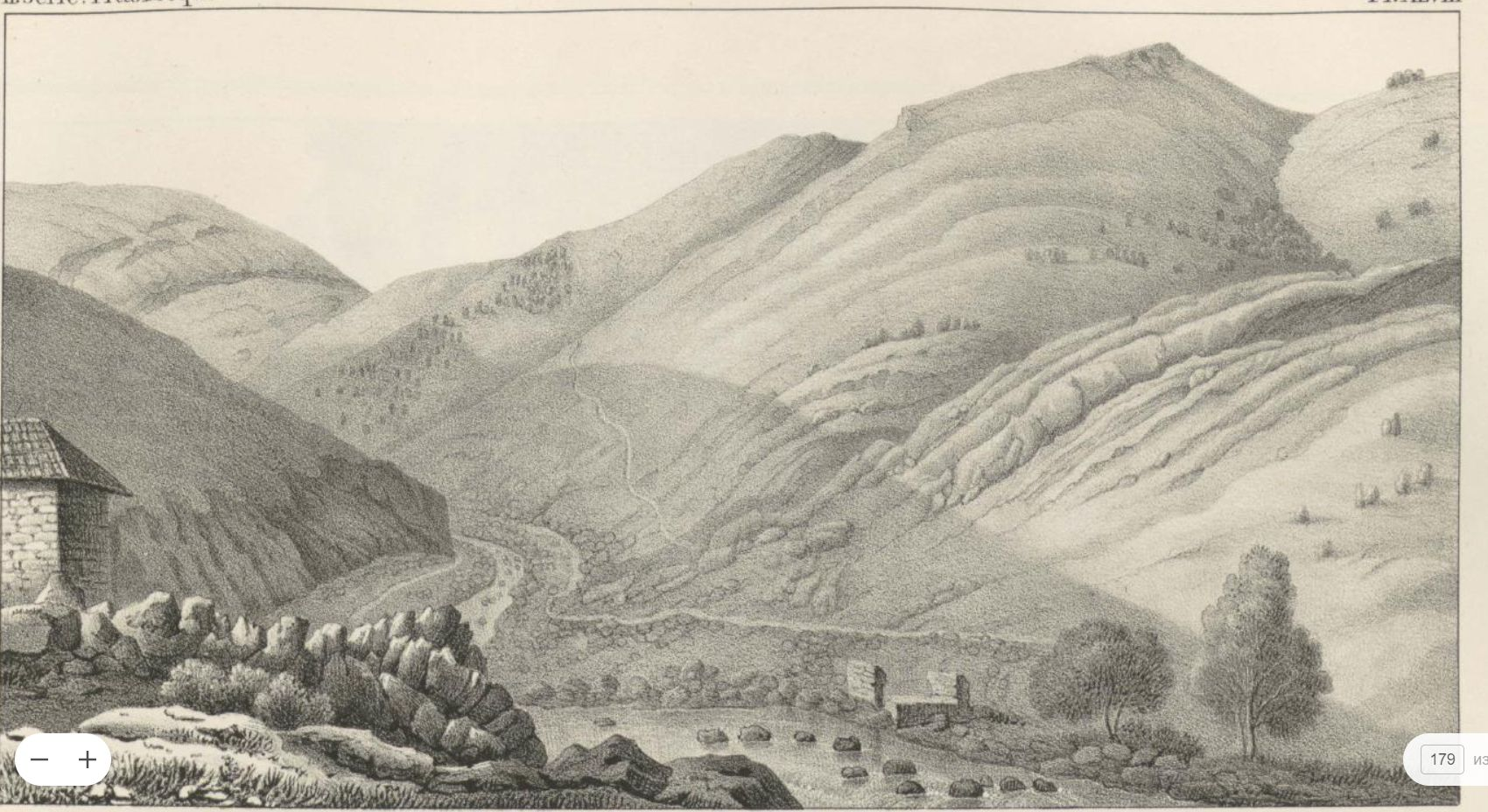
Дюбуа де Монпере. Салгир у селения Аян, 1843 г.
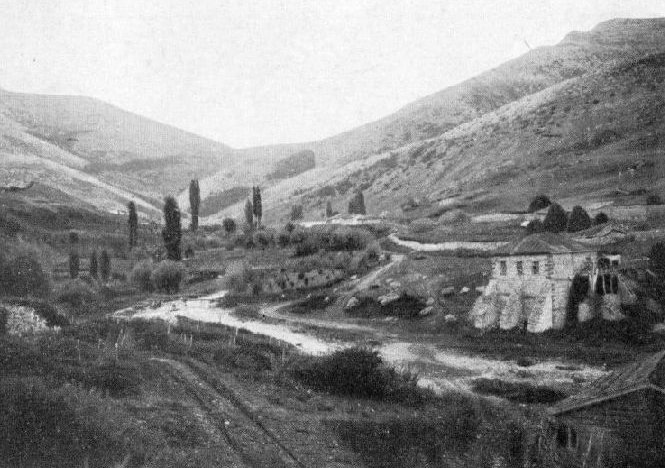
Деревня Аян, 1915 год.

После земской реформы 1890 года, Аян отнесли к Подгородне-Петровской волостии. На подробной карте 1892 года в деревне Биюк-Джанкой обозначено 127 дворов с татарским населением. Согласно «…Памятной книжке Таврической губернии на 1892 год», в деревне Аян, входившей в Чавкинское сельское общество, было 109 жителей в 29 домохозяйствах, все безземельные. По «…Памятной книжке Таврической губернии на 1900 год» в деревне было 203 жителя в 30 дворах. В начале XX века около 40 десятин земель вокруг Аяна занимали табачные плантации, также были расположены два обширных фруктовых сада — один на 8 десятин принадлежал камергеру Попову, а другой на 10 десятин помещице Черновой. По Статистическому справочнику Таврической губернии. Ч.II-я. Статистический очерк, выпуск шестой Симферопольский уезд, 1915 год, в деревне Аян Подгородне-Петровской волости Симферопольского уезда числилось 37 дворов со смешанным населением в количестве 140 человек приписных жителей и 27 — «посторонних», из которых 94 мужчины и 73 женщины. Жители владели 25 десятинами удобной земли и 52 десятины неудобной. В хозяйствах имелось 40 лошадей, 30 коров и 10 голов мелкого скота.
После установления в Крыму Советской власти, по постановлению Крымревкома от 8 января 1921 года была упразднена волостная система и село включили в состав вновь созданного Подгородне-Петровского района Симферопольского уезда, а в 1922 году уезды получили название округов. 11 октября 1923 года, согласно постановлению ВЦИК, в административное деление Крымской АССР были внесены изменения, в результате которых был ликвидирован Подгородне-Петровский район и образован Симферопольский и село включили в его состав. Согласно Списку населённых пунктов Крымской АССР по Всесоюзной переписи 17 декабря 1926 года, в селе Аян, Шумхайского сельсовета Симферопольского района, числилось 77 дворов, из них 57 крестьянских, население составляло 274 человека, из них 215 татар, 35 украинцев, 14 русских, 8 греков, 1 латыш, 1 записан в графе «прочие», действовала татарская школа. В 1931 году было построено Аянское водохранилище.
В 1944 году, после освобождения Крыма от фашистов, согласно Постановлению ГКО № 5859 от 11 мая 1944 года, 18 мая крымские татары были депортированы в Среднюю Азию. 12 августа 1944 года было принято постановление № ГОКО-6372с «О переселении колхозников в районы Крыма» и в сентябре 1944 года в район приехали первые новоселы (214 семей) из Винницкой области, а в начале 1950-х годов последовала вторая волна переселенцев из различных областей Украины. С 25 июня 1946 года Аян в составе Крымской области РСФСР, а 26 апреля 1954 года Крымская область была передана из состава РСФСР в состав УССР. За селением сохранялось название посёлок Аян, которое в период с 1954 по 1960 годы (на этот год посёлок ещё существовал) было изменено на Родниковка (согласно справочнику «Крымская область. Административно-территориальное деление на 1 января 1968 года» — с 1954 по 1968 годы и в тот же период административно объединён с селом Заречное.

## Динамика численности населения
| - 1805 год — 258 чел. - 1864 год — 83 чел. - 1886 год — 103 чел. - 1889 год — 139 чел. | - 1892 год — 109 чел. - 1915 год — 140/27 чел. - 1900 год — 203 чел. - 1926 год — 274 чел. |